# Kaj Birket-Smith
Kaj Birket-Smith, född 20 januari 1893 i Köpenhamn, död 28 oktober 1977 på Liselund, Vodskov vid Ålborg, var en dansk geograf och etnograf, son till Sophus Birket-Smith.
Birket Smith blev student från Metropolitanskolan i Köpenhamn 1910 och tog magisterkonferens 1917. Han blev dr. phil. i Köpenhamn 1929, underinspektör vid Nationalmuseet 1929, andre inspektör 1931, förste inspektör 1938, föreståndare för den etnografiska avdelningen 1940 och var 1946-63 överinspektör. 
Han företog vetenskapliga resor till Grönland 1912 och 1918 och deltog i Knud Rasmussens femte Thuleexpedition 1921-23. Han höll föreläsningar vid Göteborgs högskola 1928 och vid Sorbonne 1929. Hans doktorsavhandling behandlade rendjurseskimåerna, hos vilka han fann den äldsta formen av inuitkultur och bidrog i hög grad till kunskapen om denna kulturs utveckling. Utöver nedanstående skrifter författade han även en rad populärvetenskapliga böcker, vilka fick stor spridning.
År 1933 företog han tillsammans med Frederica de Laguna en resa till Alaska och Nordamerikas västkust. Han blev medlem av Videnskabernes Selskab 1951 och var bland annat även ledamot av Det Norske Videnskaps-Akademi, Vetenskaps- och vitterhetssamhället i Göteborg och Finska Vetenskapssocieteten. Han blev hedersdoktor vid University of Pennsylvania, Philadelphia, 1937, vid universitetet i Basel 1960  och vid Uppsala universitet 1969.